# Večerní univerzita marxismu-leninismu
Večerní univerzita marxismu-leninismu (zažitá zkratka VUML) byla forma vzdělávání určená především členům Komunistické strany Československa. Na okresní úrovni to bylo nejvyšší dosažitelné stranické vzdělání.[zdroj?] Šlo o studium externí – při zaměstnání, trvalo tři roky a bylo zakončeno zkouškou.

## Cíl
Rozvíjející se poznání marxismu-leninismu mělo upevňovat třídní vědomí posluchačů, vychovávat k samostatnému politickému myšlení, schopnosti správně se orientovat, k tvořivému uplatňování získaných znalostí ve vlastní politické práci a pobízet k aktivitě při uskutečňování politiky Komunistické strany Československa.
Získané teoretické a praktické znalosti po tříletém studiu měly v absolventovi upevnit komunistické přesvědčení a přimět ho k aktivnímu životnímu postoji.

## Rámcový obsah vzdělávání
- marxisticko-leninská filozofie,
- politická ekonomie,
- vědecký komunismus,
- dějiny Komunistické strany Československa,
- zkušenosti a politika Komunistické strany Sovětského svazu,
- teorie a praxe výstavby strany.

Posluchači skládali předmětové zkoušky a na závěr získali vysvědčení.
Komunistická strana Československa uplatňovala do roku 1989 svou vedoucí úlohu v tehdejší společnosti i různými formami mimoškolního politického, tzv. „stranického vzdělávání pracujících“.

## Výuka

### VUML
Byla nejvyšší formou vzdělávání pracujících v civilním sektoru, organizovanou a řízenou profesionálním aparátem OV KSČ (Okresní výbor KSČ). Tato forma byla určena pro proškolení vedoucích kádrů (tehdejšího managementu) nejen v průmyslu, ale v celé infrastruktuře společnosti – školství, zdravotnictví, zemědělství, obchodě, dopravě, bezpečnosti atd. a to nejen členů KSČ.
„Kádrová politika KSČ“ – kontrola řídících a vedoucích pozic (tzv. nomenklatura) se opírala především o členy své strany. Ovšem se stoupající technologickou úrovní převážně v průmyslu a zvyšujícím požadavkům na odbornou úroveň vedoucích kádru nutně středního a vysokoškolského vzdělání, se obzvláště v 80. letech vhodných členů KSČ, schopných odborně zastávat vedoucí místa, logicky nedostávalo. Proto byli do programu studia VUML zařazováni i zaměstnanci nečlenové KSČ, kteří již vedoucí místa zastávali a nebo se s nimi výhledově na některé tzv. nomenklaturní místo počítalo.
Do studia VUML byli zařazováni i absolventi vysokých škol přesto, že v rámci vysokoškolského studia už absolvovali povinné studium, zakončené zkouškou na konci každého ročníku ze čtyř předmětů:
- v 1. ročníku – dějiny mezinárodního dělnického hnutí (DMDH)
- ve 2. ročníku – politická ekonomie (PE).
- ve 3 ročníku – marxisticko-leninská filozofie (MLF)
- ve 4. ročníku – vědecký komunismus (VK)

Další ročníky na VŠ již studium jiných předmětů z marxismu-leninismu (ML) neobsahovaly.
Povinná zkouška z ML byla i součástí 1. atestace lékařů. Bez ní žádný lékař 1. atestaci nemohl získat. I přesto se na vedoucí kádry – vysokoškoláky kompletní tříleté studium ve VUML vztahovalo. Studium totiž vedle čtyř výše uvedených zahrnovalo další dva předměty:
- zkušenosti a politika Komunistické strany Sovětského svazu
- teorie a praxe výstavby strany

Předměty, na kterých právě kádrová politika KSČ stavěla a o které své tehdejší vysokoškolsky vzdělané kádry v žádném případě nechtěla připravit.
Po absolvování VUML pak již zaměstnanec žádnou jinou formu studia neabsolvoval. Zpravidla však byl vedle své odborné profese zařazen jako instruktor nižší formy stranicko-politického vzdělávání u svého zaměstnavatele. Touto formou byly různé stupně politického vzdělávání pracujících v rámci ZO KSČ (základní organizace Komunistické strany …), ZO ROH (základní organizace Revolučního odborového hnutí) a ZO SSM (základní organizace Socialistického svazu mládeže).

### Politické a stranické vzdělávání v ČSLA
V případě armády byla KSČ nekompromisní. „Stranicko-politická práce“ se týkala povinně všech příslušníků armády a to jak všech vojáků základní prezenční služby (ZS), tak všech vojáků z povolání (VzP) po celou dobu jejich služby v armádě. Systém politické práce a stranického vzdělávání byl zakotven v předpisu „Všeob-SM-15“ (o stranicko-politické práci v ČSLA). Každé porušení jakéhokoliv předpisu v ČSLA bylo považováno za porušení zákona a podle závažnosti posuzováno velením útvarů, případně prokurátorem a vojenským soudem.
Stranicko-politická práce u útvarů byla organizována, řízena a vyhodnocována profesionálními pracovníky na politické skupině útvaru. Tuto skupinu tvořili podle velikosti útvaru:
- zástupce velitele pro věci politické ZVP
- propagandista
- předseda základní organizace KSČ
- předseda základní organizace SSM (Socialistického svazu mládeže)

PŠM – „politické školení mužstva“ bylo pravidelné týdenní školení vojáků ZS podle osnov školení a aktuální situace ve společnosti. Školení probíhalo po celou dobu dvouleté služby vojáků. Školení vedli zpravidla velitelé čet. Každý rok byla úroveň a znalosti vojáku prověřována tzv. „útvarovými prověrkami bojové připravenosti“.
MLP DPaA – „marxisticko-leninská příprava důstojníků, praporčíků a absolventů VKVŠ“ (vojáků z povolání a absolventů vojenských kateder vysokých škol během jejich jednoroční prezenční služby). Školení vedli vyšší důstojníci útvarů, velitelé, odborní náčelníci a jejich zástupci, zařazení do systému politického vzdělávání jako instruktoři. Platila zásada „…každý voják se vzdělává, nebo vzdělává jiného…“ Školení probíhalo podle osnov. Hlavním předmětem byl „Marxismus-leninismus o válce a míru“ Obsahem tohoto předmětu byly vzájemné vztahy mezi kategoriemi spravedlivá a nespravedlivá válka, válka útočná a obranná v rámci tehdejší ideologie KSČ a politické doktríny Varšavské smlouvy. Úroveň znalostí byla opět prověřována pravidelnými ročními „prověrkami bojové připravenosti útvarů“.
Školení bylo opět povinné i pro vysokoškolsky vzdělané důstojníky. Ti se pravidelného školení z MLP účastnili po dobu celého svého služebního úvazku, někteří i několik desetiletí se stejnými, dokola se opakujícími osnovami a prověrkami z jednoho jediného předmětu.